# Салтинью (Сан-Паулу)
Салтинью (порт. Saltinho) — муниципалитет в Бразилии, входит в штат Сан-Паулу. Составная часть мезорегиона Пирасикаба. Входит в экономико-статистический микрорегион Пирасикаба. Население составляет 6333 человека на 2006 год. Занимает площадь 101,404 км². Плотность населения — 62,5 чел./км².

## История
Город основан 20 мая 1995 года.

## Статистика
- Валовой внутренний продукт на 2003 составляет 50 998 280,00 реалов (данные: Бразильский институт географии и статистики).
- Валовой внутренний продукт на душу населения на 2003 составляет 8376,85 реала (данные: Бразильский институт географии и статистики).
- Индекс развития человеческого потенциала на 2000 составляет 0,851 (данные: Программа развития ООН).